# Lindisfarne (gruppo musicale)
I Lindisfarne sono un gruppo folk rock britannico molto popolare negli anni settanta. La formazione storica era capitanata da Alan Hull (20 febbraio 1945 - 17 novembre 1995) voce, chitarra e piano del gruppo. Tra i loro successi di quel primo periodo vi sono Lady Eleanor, Meet Me On The Corner e Fog on the Tyne.
Il gruppo si è sciolto una prima volta nel 1973 e si è riunito nel 1978; dopo la morte di Hull nel 1995, ha continuato l'attività con Billy Mitchell come frontman e si è sciolto nuovamente nel 2003. Si sono riformati nel maggio 2013 sotto la guida di Ray Jackson e con l'ingresso dell'ex batterista del Roxy Music Paul Thompson. Nel 2015 Jackson ha lasciato il gruppo e al suo posto è rientrato il bassista Rod Clements, unico membro rimasto della formazione originale.

## Formazione
Formazione originale
- Alan Hull (20 febbraio 1945 - 17 novembre 1995): voce, chitarra,  piano (1968–1975, 1976, 1978–1995)
- Simon Cowe (1º aprile 1948 - 2015): chitarra, mandolino, banjo (1968–1973, 1976, 1978–1994)
- Ray Jackson (12 dicembre 1948): mandolino, armonica (1968–1975, 1976, 1978–1990, 2013–2015)
- Rod Clements (17 novembre 1947): basso, violino (1968–1973, 1976, 1978–2004 e dal 2015)
- Ray Laidlaw (28 maggio 1948): batteria (1968–1973, 1976, 1978–2003)

Altri musicisti
- Kenny Craddock – tastiere (1973–1975)
- Tommy Duffy – basso (1973–1975)
- Charlie Harcourt – chitarra (1973–1975, 2013– 2017)
- Paul Nichols – batteria (1973–1975)
- Marty Craggs – fiati, accordion, voce (1984–2000)
- Steve Cunningham – basso (1990)
- Billy Mitchell – voce, chitarra, tastiere, armonica (1995–2004)
- Ian Thomson – basso (1990–2003 e dal 2013)
- Dave Hull-Denholm – chitarre, tastiere, voce (1994–2004 e dal 2013)
- Steve Daggett – tastiere (dal 2013)
- Paul Thompson – batteria (dal 2013)

## Discografia
- 1969: Nicely Out of Tune
- 1970: Fog on the Тупе
- 1972: Dingly Dell
- 1973: Uve
- 1974: Roll On Ruby
- 1974: Happy Daze
- 1974: Take Off Your Head
- 1975: The Finest Hour Of Lindisfarne
- 1978: Back & Fourth
- 1978: Magic In The Air
- 1979: The News
- 1981: The Singles Album
- 1982: Sleepless Nights
- 1984: Lindisfarntastic Volume 1
- 1984: Lindisfarntastic Volume 2
- 1986: Dance Your Life Away
- 1987: C'mon Everybody
- 1987: Lady Eleanor
- 1988: The Peel Sessions
- 1989: Amigos
- 1992: Caught In The Act
- 1992: Burned Treasures Volumes 1 & 2
- 1993: Elvis Lives On The Moon
- 1993: Live
- 1994: Lindisfarne On Tap - A Barrel Of Hits
- 1996: Another Fine Mess (Live 1995)
- 1997: City Songs (Compilation di sessioni alla BBC)
- 1997: Untapped & Acoustic
- 1997: The Cropredy Concert (Live 1994)
- 1997: Blues From The Bothy (EP)
- 1998: We Can Swing Together (The BBC Concerts 1971)
- 1998: Dealers Choice (Mark II Band in Concert 1973 & in Session 1974)
- 1998: Here Comes the Neighborhood (September 1998)
- 1999: Live At The Cambridge Folk Festival (Live recordings from 1982 & 1986)
- 2000: BT3 - Rare & Unreleased 1969-2000 (2000)
- 2002: Promenade (2002)
- 2002: Acoustic (2002 Live)
- 2003: Time Gentlemen Please (2003 Live)
- 2004: Acoustic 2 (2004 Live)
- 2004: The River Sessions (Live at Glasgow Apollo 1982)